# Edward Colstons staty

Karta över statyplats och förflyttning

Edward Colstons staty är en staty som under åren 1895-2020 stod i Bristols centrum. Därefter har den förvarats inomhus hos ett av stadens museer.

## Edward Colston
Edward Colston var en affärsman i Bristol på 1600-talet. Han var 1660–1672 en av ledarna för Royal African Company, som hade monopol på den brittiska slavhandeln i Afrika. Åren 1678–1680 var han vice styresman för bolaget.
Han är också känd för att vara en stor finansiär av välgörenhet, framför allt i sin hemstad Bristol.

## Statyn
På initiativ av tryckaren James Arrowsmith i välgörenhetssamfundet Anchor Society, som grundats för att ära Colston, restes 1895 en bronsstaty vid norra ändan av The Centre i Bristol. Den skapades av John Cassidy (1860–1939) och avbildar Edward Colston stående, klädd i peruk och tidstypisk dräkt bestående av justaucorps, väst och knäbyxor. Figuren är 2,64 meter hög och var placerad på en 3,2 meter hög fyrkantig sockel av portlandskalksten, som har fyra statyetter av delfiner vid hörnen och tre bronsreliefer och en plakett på sidorna. Relieferna avbildar scener i Colstons liv och plaketten bär följande text på engelska:
| ” | ERECTED BY CITIZENS OF BRISTOL AS A MEMORIAL OF ONE OF THE MOST VIRTUOUS AND WISE SONS OF THEIR CITY. A.D. 1895. | „ |

Detta blir på svenska: Rest av Bristols innevånare som ett minnesmärke över en av de mest dygdiga och kloka av stadens söner. År 1895.

## Kontroverser
Statyn blev kontroversiell mot slutet av 1900-talet, då kännedom om Edward Colstons verksamhet som en framstående slavhandlare blev mer allmänt spridd. I januari 1998 målades "Slave trader" på sockeln. År 2014 gjorde lokaltidningen Bristol Post en enkät, som visade att en knapp majoritet av 1 100 svarande ville behålla statyn. Året efter inleddes en lokal kampanj som ifrågasatte minneskulturen kring Colston. Kampanjen byggde på noggranna efterforskningar och kom med åren att involvera ett stort antal lokala medborgargrupper och privatpersoner.
En inofficiell konstinstallation gjordes i oktober 2018 för att uppmärksamma den brittiska "Anti-Slavery Day". Den bestod av ett hundratal figurer liggande utlagda som frakt på ett däck i ett slavskepp. År 2018 började också Bristols stadsstyrelse förbereda en kompletterade plakett på statyn, vilken som skulle upplysa om Colstons roll i slavhandeln. Efter diverse turer inlade Bristols borgmästare dock 2020 veto mot att sätta upp plaketten med den då föreslagna texten på statyn, med motiveringen att stadens högsta ledning inte hade konsulterats, och att texten urvattnats under processen.

## Nedtagning
Som en del av protesterna efter dödandet av George Floyd i Minneapolis i USA höll den lokala Black Lives Matter-rörelsen demonstrationer vid statyn över Edvard Colston den 4 juni. Vid dessa drogs bronsstatyn ned från sin sockel med rep, stänktes ned med färg och rullades på Anchor Street utmed kajen omkring 200 meter, varefter den tippades ned i vattnet över kajkanten. Polisen var på plats, men valde att inte ingripa. Senare åtalades fyra aktivister för skadegörelse, men samtliga blev i januari 2022 frikända. De fyra åtalade erkände de faktiska förhållandena, men nekade till att ha begått någon skadegörelse eller annan kriminell handling.
Staden bärgade statyn den 11 juni och lade den i förvar för att tvätta den för att förhindra korrosion. Stadsstyrelsen uttalade att statyn troligen fortsättningsvis ska visas i ett museum i staden.

## Bildgalleri

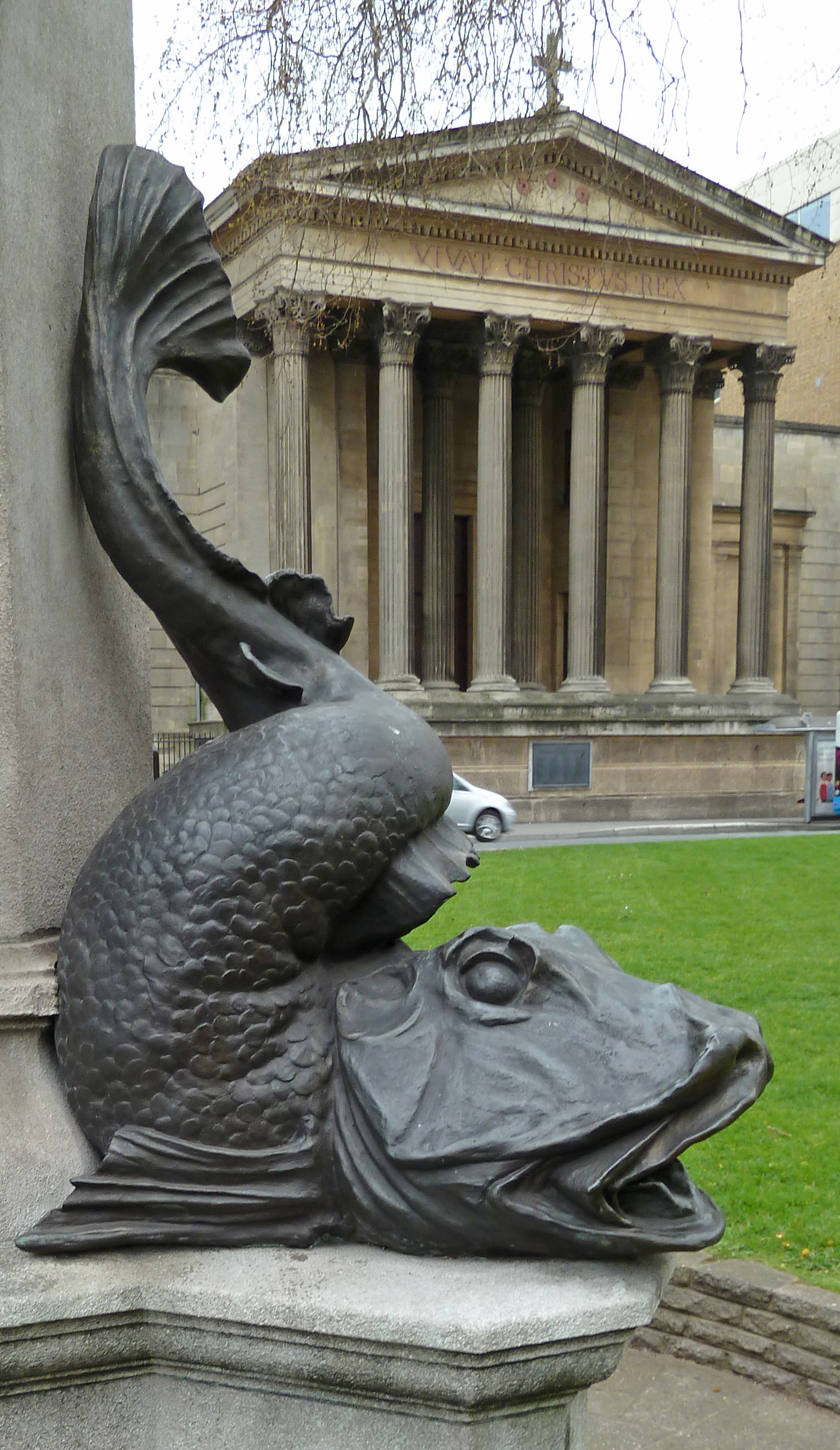
Delfin på sockeln
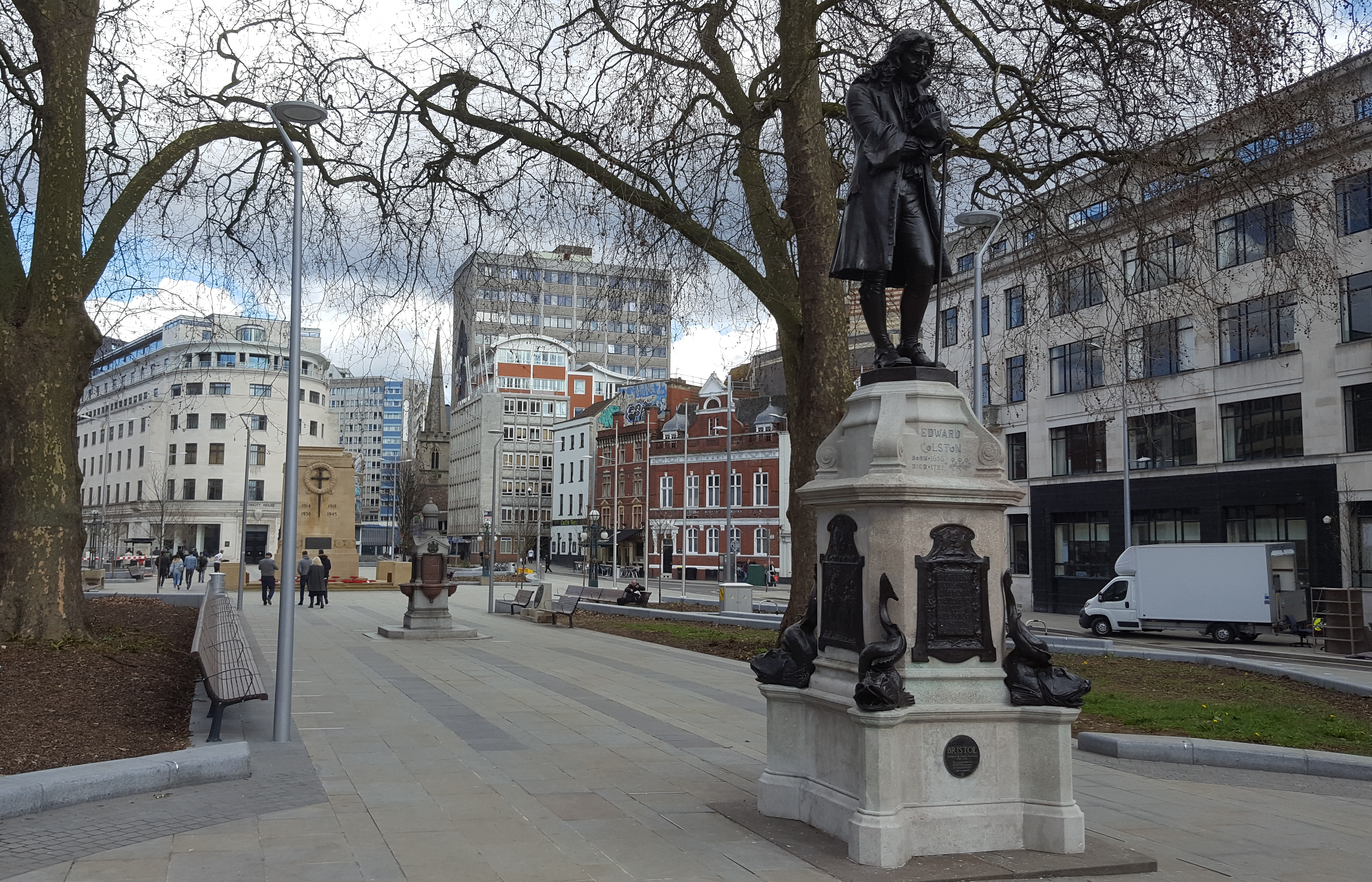
Statyn på plats på norra ändan av The Centre i Bristol
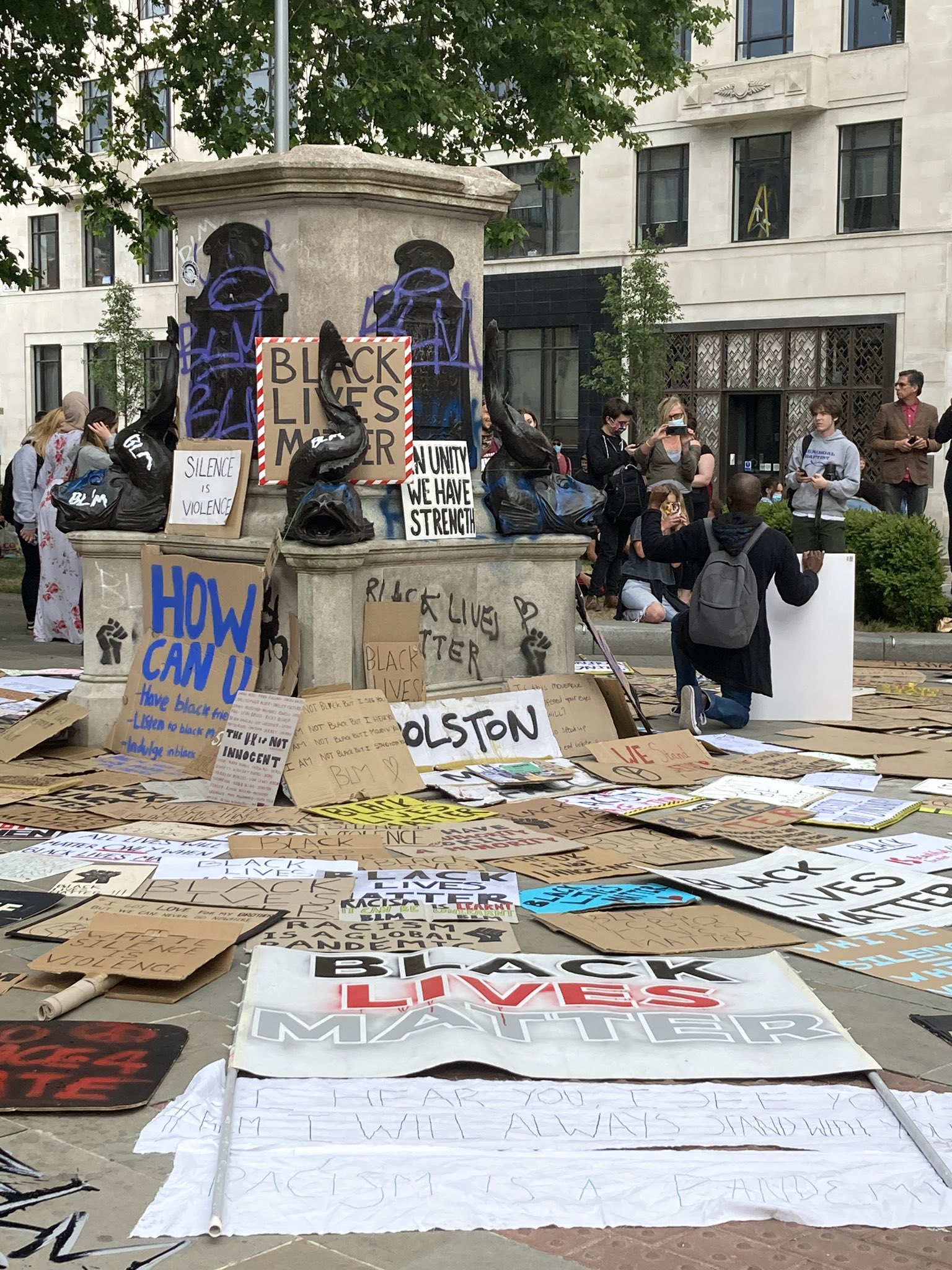
Den tomma sockeln den 7 juni 2020